# Wang Yangming

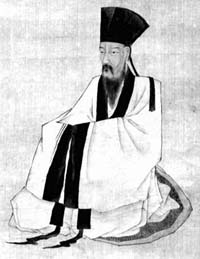
Wang Yangming.

Wang Shouren (en chino, 王守仁, 26 de octubre de 1472 – 9 de enero de 1529), nombre de cortesía Bo'an (en chino, 伯安), nombre de estilo Yangmingzi (en chino tradicional, 陽明子; en chino simplificado, 阳明子), más comúnmente llamado Wang Yangming (en chino tradicional, 王陽明; en chino simplificado, 王阳明), y conocido en Japón como Ō Yōmei, fue un renombrado erudito, filósofo, político escritor, caligrafista, oficial y general durante la dinastía Ming. Frecuentemente considerado uno de los pensadores más influyentes de su época, se le reconoce comúnmente como el pensador neo-confuciano más importante después de Zhu Xi. Las contribuciones filosóficas de Wang, que desafiaron el racionalismo dualista del confucianismo ortodoxo de Zhu Xi, sentaron las bases de una nueva dirección en el pensamiento confuciano. Sus interpretaciones de las enseñanzas confucianas, que enfatizan la unidad del conocimiento y la acción, así como la bondad inherente de la mente humana, han tenido un impacto duradero en la historia intelectual china. En los círculos académicos, Wang era conocido cariñosamente como Yangming Xiansheng (Maestro Yangming el Brillante), un título que refleja su prominencia intelectual. Junto con Lu Xiangshan es considerado fundador de la escuela Lu-Wang, Escuela del corazón (en chino tradicional, 心學; pinyin, xīn xué) o yangmingismo (en chino tradicional, 陽明學; pinyin, yángmíng xué; en japonés: 陽明学, romanizado: yōmeigaku)
En China, Japón y países occidentales se le conoce por su nombre honorífico más que por su nombre privado.
La filosofía de Wang Yangming se inspiró en su maestro, el erudito neo-confuciano Sung Lu Xiang-shan, particularmente en sus ideas sobre el papel de la mente en la comprensión del mundo. Wang se opuso a las interpretaciones ortodoxas del confucianismo popularizadas por Zhu Xi y buscó integrar un enfoque más personal e introspectivo hacia la filosofía. Construyó sus enseñanzas en torno a la noción de xin (心), comúnmente traducida como «corazón» o «mente», la cual él veía como el asiento de la claridad moral y la sabiduría.
Un momento crucial en el desarrollo intelectual de Wang ocurrió en 1503, cuando tuvo una profunda experiencia de iluminación, que le reveló la unidad de la mente y el principio metafísico de lì (en chino: 理; pinyin: lǐ), el orden subyacente del universo. A través de esta experiencia, Wang llegó a la conclusión de que la mente humana es inherentemente buena y contiene el principio fundamental de lì dentro de sí misma, lo que representaba una marcada ruptura con la idea de que lì era algo externo que debía comprenderse a través de la razón y el estudio del mundo físico.
Wang Yangming realizó importantes contribuciones al desarrollo del neo-confucianismo en tres áreas principales. En primer lugar, redefinió el término géwù (en chino:  格物), tradicionalmente entendido como «investigar las cosas», sugiriendo que debía interpretarse como «corregir las intenciones» o «rectificar la mente». Esta redefinición marcó un giro del enfoque externo y empírico de la búsqueda del conocimiento hacia un examen interior de los propios pensamientos e intenciones. En segundo lugar, Wang es conocido por su doctrina de la unidad del conocimiento y la acción (en chino: 知行合一, pinyin: zhīxíng hé yī), que postulaba que el verdadero conocimiento no puede separarse de la acción y que la comprensión genuina está inherentemente conectada al comportamiento ético. Finalmente, Wang amplió la idea del conocimiento moral innato, afirmando que los seres humanos nacen con una comprensión inherente de lo bueno, y que este conocimiento debe extenderse a todas las cosas del mundo, promoviendo una visión holística de la virtud humana y la interconexión.
El legado de Wang va más allá de sus innovaciones filosóficas. También desempeñó un papel importante en los asuntos gubernamentales y militares, logrando éxitos notables en su carrera tanto como erudito-oficial como general. Sus ideas fueron influyentes no solo en China, sino también en Japón y Corea, donde moldearon el desarrollo del pensamiento confuciano en esas regiones. Wang Yangming sigue siendo una de las figuras más cruciales en la historia de la filosofía confuciana, y sus enseñanzas continúan inspirando a eruditos y practicantes del pensamiento confuciano en la actualidad.

## Biografía

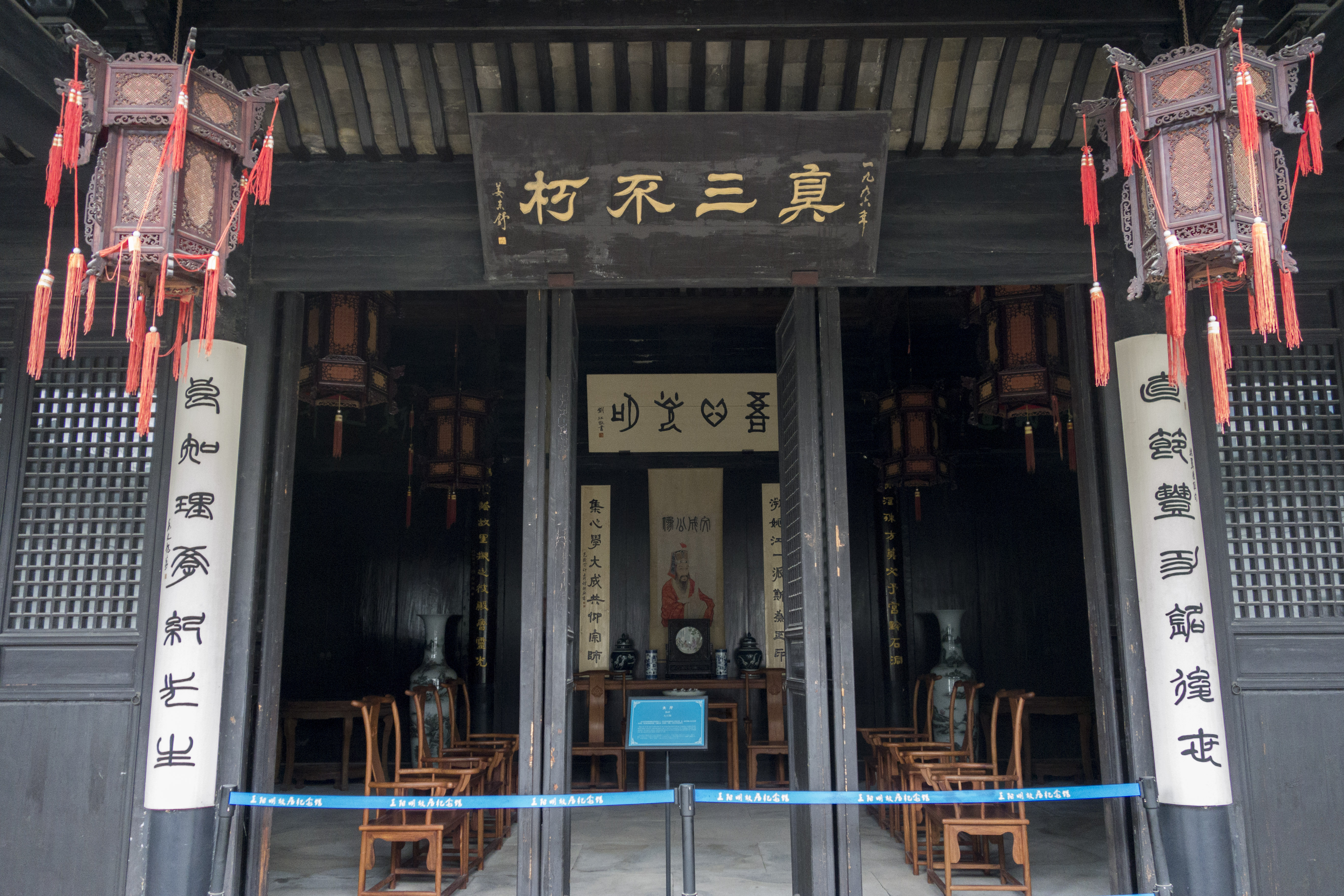
Grand Hall, antigua residencia de Wang Yangming.

Nació como Wang Shouren (守仁) en Yuyao, en la provincia de Zhejiang, en el seno de una familia de eruditos con tradición de servicio burocrático. Su padre, Wang Hua, fue el primero (Zhuangyuan, 狀元) en el Examen Imperial de 1481, y llegó a ser viceministro del Ministerio de Ritos, pero más tarde fue degradado y posteriormente expulsado del servicio gubernamental por haber ofendido a Liu Jin, un eunuco.
A la edad de diez años, era capaz de leer los Cuatro Libros del confucianismo, y era un buen escritor. A los quince años, echó un vistazo a las tierras extranjeras y aspiró a ser general, diciendo: "¡Si tengo decenas de miles de soldados, podré luchar contra los tártaros! Cuando su padre se enteró de esto, fue profundamente reprendido por su arrogancia. Cuando se enteró de esto, quedó consternado, pero al cabo de unos días, le dijo a su padre: "¡Cambiaré mi forma de actuar y me convertiré en un sabio! Su padre se reía de él porque era joven. Más tarde, cuando su mujer se casó con una gran familia de Jiangxi, no vio a Shouren el día de la boda, así que lo buscó toda la noche y lo encontró en un templo taoísta de las afueras de la ciudad.
Fue un general de éxito, encargado de sofocar varias rebeliones en Jiangxi, Fujian y Guangdong entre 1517 y 1518. En 1519 fue nombrado gobernador de Jiangxi, y estuvo a cargo de suprimir la rebelión del príncipe de Ning. Posteriormente, ejerció como virrey de Liangguang (1527-1529), Secretario de Defensa en Nankín, y Secretario de Defensa en la corte imperial. Fue el líder de la Escuela de la Mente neoconfuciana, que sostenía una interpretación de Mencio que unificaba el conocimiento y la acción. Su escuela rival, la Escuela del Li (principio), aseguraba que el hecho de ganar conocimiento es una forma de preparación o cultivación que, al ser completada, podía guiar a la acción.

### Obras militares
Wang se convirtió en un exitoso general y era conocido por la estricta disciplina que imponía a sus tropas. En 1517 y 1518, fue enviado en respuesta a peticiones para reprimir revueltas campesinas en Jiangxi, Fujian y Guangdong. Preocupado por la destrucción que conllevaba la guerra, solicitó a la corte que permitiera la amnistía, y destruyó con éxito las fuerzas militares rebeldes.

#### Supresión del Príncipe de Ning

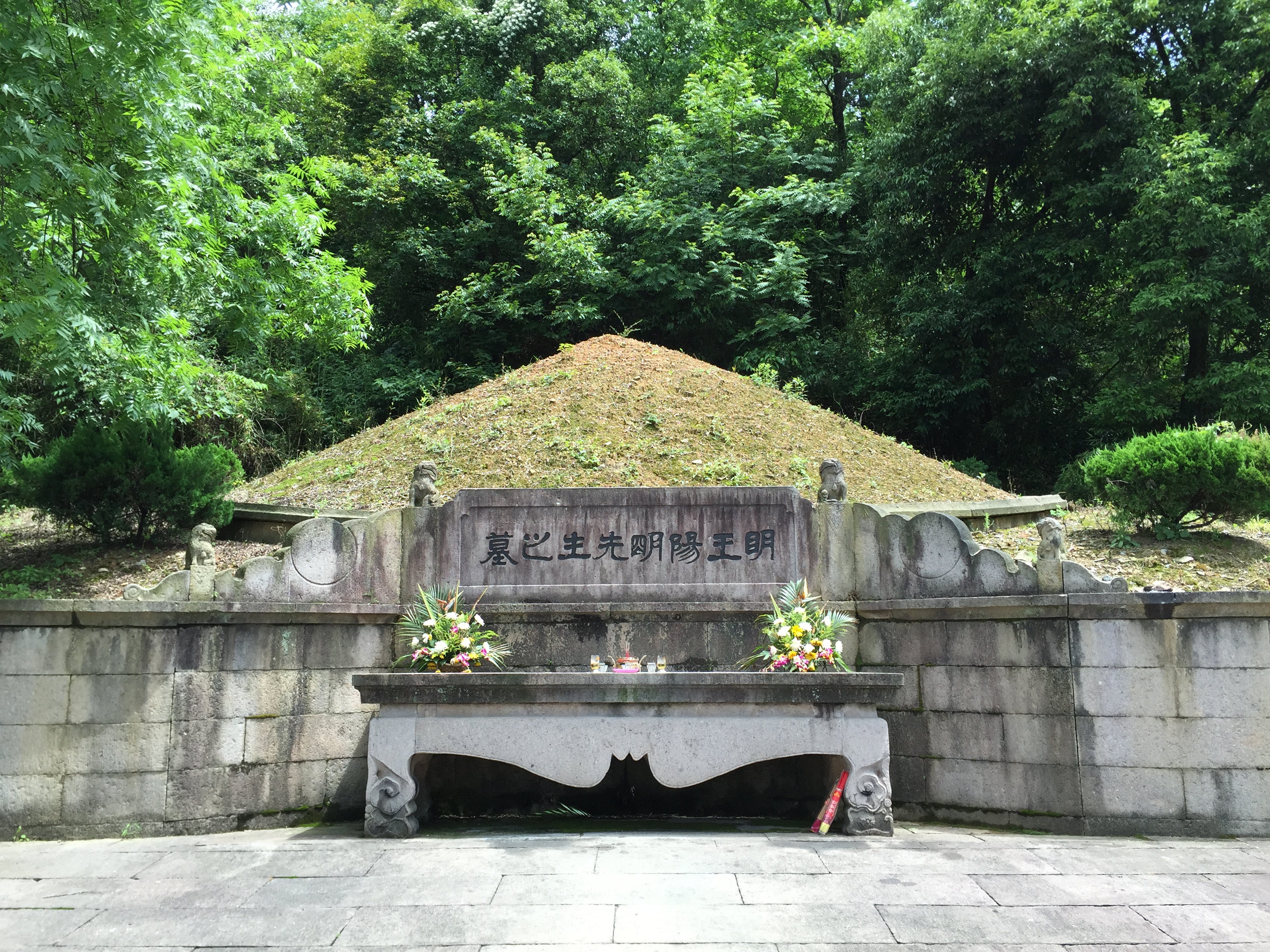
Tumba de Wang Yangming en Shaoxing

En 1519 d. C., mientras era gobernador de la provincia de Jiangxi y se dirigía a reprimir las revueltas en Fujian, Wang se enfrentó repentinamente a la rebelión del príncipe de Ning, liderada por Zhu Chenhao, cuarto príncipe de Ning. Dado que la base del príncipe en Nanchang le permitía navegar por el río Yangtze y capturar la capital sureña de Nanjing, Wang se preparó activamente para la batalla con el fin de evitar esa posibilidad, al tiempo que se dedicó a engañar al príncipe de que los ejércitos se estaban moviendo para rodearlo. El príncipe, engañado por esto, dudó y dio tiempo a que Nanjing se reforzara. Finalmente, obligado a enfrentarse a las fuerzas gubernamentales, el príncipe de Ning fue derrotado y capturado.
En esta campaña, Wang también hizo una de las primeras referencias al uso del fo-lang-ji en la batalla, un cañón culebrina con retrocarga  de los aventureros portugueses recién llegados a China. Como gobernador de Jiangxi también construyó escuelas, rehabilitó a los rebeldes y reconstruyó lo perdido por el enemigo durante la revuelta. Aunque fue nombrado conde, fue condenado al ostracismo por oponerse a Zhu Xi.
Treinta y ocho años después de su muerte, se le otorgaron los títulos de marqués y Completador de la Cultura. En 1584 se le ofreció sacrificio en el Templo de Confucio, el más alto honor para un erudito.

## Filosofía

### Conocimiento innato
Wang Yangming desarrolló la idea del conocimiento innato, sosteniendo que cada persona conoce desde su nacimiento la diferencia entre el bien y el mal. Tal conocimiento es intuitivo y no racional. Estas ideas revolucionarias en aquel entonces inspiraron más tarde a pensadores japoneses prominentes como Motoori Norinaga, quien argumentaba que por las deidades del Shinto, los japoneses de por sí tenían la habilidad intuitiva para distinguir entre el bien y el mal sin una racionalización compleja. Aquella escuela de pensamiento (Ōyōmei-gaku) también influenció en gran medida la ética samurái japonesa.

### El Conocimiento como acción
El rechazo de la investigación del conocimiento por parte de Wang se debe al hecho de que, en ese entonces, la visión tradicional del pensamiento chino declaraba que una vez que una persona obtenía conocimiento, tenía el deber de poner ese conocimiento en acción. 
Esto presuponía dos posibilidades:
- Uno puede tener conocimiento sin/antes de la acción correspondiente
- Uno puede conocer cual es la acción apropiada, pero aun así no actuar

Wang rechazó ambos presupuestos, razón por la cual pudo desarrollar su propia filosofía de la acción. Creía que solo por medio de la acción simultánea podía uno obtener conocimiento y negó cualquier otro medio para conseguirlo. A su entender, era imposible utilizar el conocimiento después de obtenerlo, porque creía que el conocimiento y la acción estaban unificados, que eran uno solo. Cualquier conocimiento que fuera obtenido y luego puesto en acción era considerado una ilusión o falsedad.

### La mente y los objetos
Wang Yangming afirmaba que los objetos no existen por completo aparte de la mente, porque la mente les da forma. Creía que no es el mundo el que le da forma a la mente, sino que es la mente la que le da razón al mundo (anterior a esto a Inmanuel Kant). En consecuencia, cada mente por sí sola es la fuente de toda razón. El entendía a la mente como una luz interior, una bondad moral y conocimiento de lo que es bueno, innatos. Este pensamiento es bastante similar al del griego Sócrates, quien argumentaba que el conocimiento es virtud.

## Influencia
Wang Yangming es considerado uno de los más grandes maestros del confucianismo en la historia junto con Confucio, Mencio y Zhu Xi (chino: 孔孟朱王|孔孟朱王). Fundó la escuela Yaojiang o escuela Lu-Wang (en chino: 姚江學派|姚江學派) o Escuela Yangming de la Mente (chino: 心學|陽明心學) o yangmingismo (en chino tradicional, 陽明學; pinyin, yángmíng xué), que se convirtió en una de las escuelas confucianas dominantes a mediados del período Ming tardío y el período Qing en China.  Figuras relevamtes de esta escuela después de Wang fueron Wang Ji (en chino: 王龍溪|王龍溪), Qian Dehong (en chino: 錢德洪|錢德洪), Wang Gen, Huang Zongxi, Li Zhuowu y Liu Zongzhou (chino: 劉宗周|劉宗周). Wang Gen creó la Escuela Taizhou (chino: 泰州學派|泰州學派), que se orientó hacia la izquierda del pensamiento de Wang Yangming. Durante el período Ming tardío, el pensamiento de Wang Yangming se volvió notablemente popular e influyente en China.
La interpretación de Wang del confucianismo ha sido influyente en China hasta los tiempos modernos. El señor de la guerra chino del siglo XX Yan Xishan intentó revivir el confucianismo en Shanxi en gran parte siguiendo el modelo de la filosofía de Wang. Se atribuye a las enseñanzas de Wang Yangming la inspiración de muchos reformadores y revolucionarios japoneses durante el siglo XIX. Esto condujo a un gran aumento en el interés por su pensamiento en Japón al final del período Meiji, cuando muchos activistas chinos como Liang Qichao y Chiang Kai-shek se quedaron en Japón. Algunos pensadores chinos y coreanos creen que las enseñanzas de Wang Yangming influyeron fuertemente en el desarrollo del bushido moderno (el «camino del guerrero») en Japón y promovieron ambas éticas en sus países para fortalecer el espíritu de sus respectivos pueblos.
El almirante japonés de la guerra ruso-japonesa, Tōgō Heihachirō, fue influenciado por Wang e hizo un sello que decía: «Toda la vida seguí el ejemplo de Yangming» (en japonés: 生低首拜陽明). En Japón, muchos académicos y políticos (este grupo de personas se conoce en japonés como «Yōmeigakusha» (en japonés: 陽明学者, romanizado: yōmeigakusha) derivado de la escuela de Wang Yangming (Ōyōmei-gaku) en historia, incluidos Kumazawa Banzan, Saigō Takamori, Takasugi Shinsaku y Nakae Tōju. Toju Nakae es considerado el fundador de la Ōyōmei-gaku japonesa.

## Obras
El Chuanxilu (en chino: 传习录), también conocido como «Instrucciones para la vida práctica», es una de las obras más importantes de Wang Yangming. No parece haber traducciones en español.
La obra Investigación sobre la Gran Sabiduría (en chino: 大學問, pinyin: Da Xue Wen; obra de 1527),  también se ha traducido su título como «Investigación sobre el gran saber» que sirve como resumen conciso de sus principales temas filosóficos. Este texto también se conoce como «Preguntas sobre el gran saber» en algunas traducciones.

## Monumentos conmemorativos

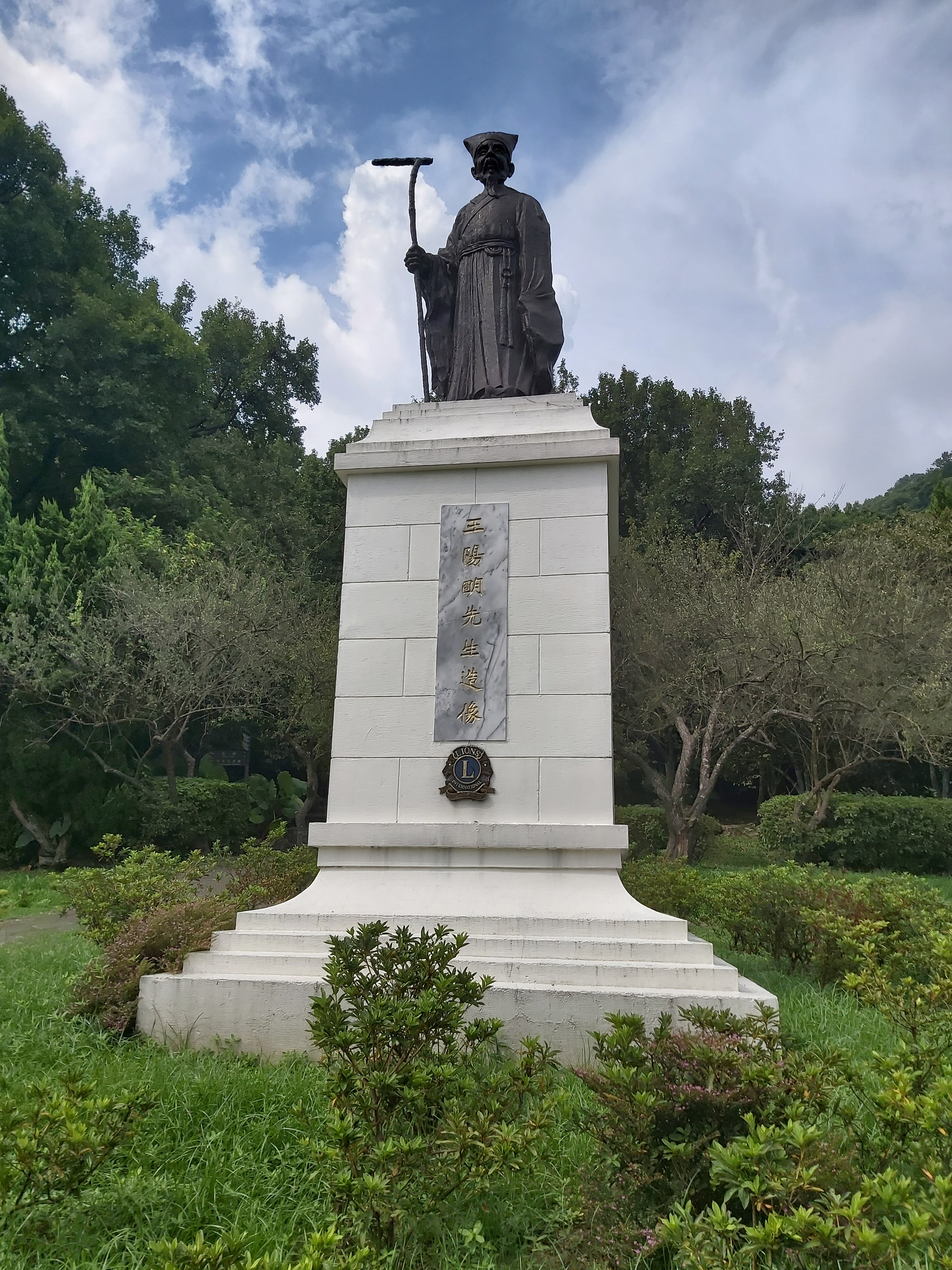
Estatua de Wang Yangming en Yangmingshan, Taipei.

Chiang Kai-shek nombró una atracción nacional en Taiwán, Yangmingshan, en honor a Wang; y una calle en Nanchang también lleva el nombre de Yangming Road en honor a Wang, por funcionarios locales influenciados por Chiang. Además, la Universidad Nacional Yang-Ming en Taiwán también lleva el nombre del filósofo. Los habitantes de Guiyang, capital provincial de la provincia de Guizhou, dedicaron una estatua a Wang Yangming, así como un museo y un parque temático; una versión robótica de Wang Yangming se encuentra en la ciudad. El gobierno de la ciudad natal de Wang, Yuyao, provincia de Zhejiang, nombró una escuela secundaria en honor a su nombre honorífico.